# Виноградненский сельский совет (Мариуполь)
Виногра́дненский сельский совет (укр. Виногра́дненська сільська рада) — бывшая административно-территориальная единица составе города областного значения Мариуполя Донецкой области Украины, существовавшая с 15 августа 1945 года до 17 июля 2020 года.
До 2014 года входил в состав Новоазовского района, а затем до 2015 года — в состав Волновахского района Донецкой области.
Административный центр сельского совета — село Виноградное.
Код сельского совета по КОАТУУ: 1423682200.
С 1923 года существовал Успеновский сельсовет, при ликвидации которого в 1945 году из его восточной части был сформирован Виноградненский сельсовет (западная часть вошла в черту города Мариуполя).
В разные годы название сельсовета в официальных документах передавалось по-разному: Виноградский (1945 год), Виноградовский (1954—1962 годы), Виноградновский (1963—1966 годы), Виноградненский  (с 1979 года).

## Территория и население
Сельский совет располагался на западе Новоазовского района (в 2014—2015 годах — на юге Волновахского района) Донецкой области и граничил:
- на севере и востоке — с Лебединским сельским советом Новоазовского района (с 2014 года — Волновахского района);
- на западе — с Левобережным районом города областного значения Мариуполя;
- на юге — с акваторией Азовского моря.

Площадь территории, подчинённой сельскому совету — 22,827 км2.
По данным Всеукраинской переписи населения 2001 года в населённых пунктах сельсовета проживали 2’647 человек; плотность населения — 116 чел./км2.

## Населённые пункты
| Населённый пункт | Площадь, км2 | Население, чел. (на 2001 год) | Плотность населения, чел./км2 | Код КОАТУУ (до 2020) |
| --- | ------------ | ----------------------------- | ----------------------------- | -------------------- |
| село Виноградное (центр сельского совета) до 1917 — колонии Вайнберг и Остгайм до 1945 — хутора Виноградный и Радке до 1959 — сёла Виноградное и Подгорное | 11,5         | 1’710                         | 149,0                         | 1423682201           |
| село Пионерское до 1917 — колония Александерфельд до 1945 — хутор Протопопов                                                                               | 2,38         | 439                           | 184,5                         | 1423682202           |
| село Приморское до 1945 — посёлок Приморский | 3,6          | 365                           | 101,4                         | 1423682203           |

## История
12 июля 1920 года в Донецкой губернии был создан Мариупольский район, в состав которого вошла Ново-Успенская волость бывшего Таганрогского уезда с центром в селе Успеновка, располагавшаяся на территории нынешнего Левобережного района Мариуполя. Но уже 16 декабря того же года было восстановлено деление губернии на уезды, и Ново-Успенская волость вошла в состав Мариупольского уезда. Позднее, в ходе укрупнения, Ново-Успенская волость была ликвидирована и включена в состав Сартанской волости.
В результате административно-территориальной реформы в УССР 7 марта 1923 года были ликвидированы все уезды и волости, вместо которых были созданы округа и районы, делившиеся на сельсоветы. На территории будущего Левобережного района был образован Успеновский сельский совет Новосёловского района Мариупольского округа Донецкой губернии.
Населённые пункты Успеновского сельсовета в 1927—1928 годах:
| Населённые пункты                       | Названия нынешних или расположение упразднённых населённых пунктов (по состоянию на 2021 год) (населённые пункты, не существующие ныне как самостоятельные, выделены курсивом) |
| --------------------------------------- | --- |
| село Успеновка (центр сельского совета) | посёлок Успеновка в северо-западной части Левобережного района г. Мариуполя (участок частного сектора к востоку от завода «Азовсталь» севернее улицы Голубенко) |
| село Троицкое                           | посёлок Троицкое в северной части Левобережного [до 2016 — Орджоникидзевского] района г. Мариуполя (участок частного сектора к северо-востоку от промзоны завода «Азовсталь» и к югу от пос. Калиновка) |
| посёлок Бузиновка                       | ныне не существующий посёлок Бузиновка в юго-западной части Левобережного [до 2016 — Орджоникидзевского] района г. Мариуполя (у устья Кальмиуса напротив Городского острова); ликвидирован в 1931 году во время строительства завода «Азовсталь» |
| посёлок Ляпино                          | посёлок Ляпино в юго-восточной части Левобережного [до 2016 — Орджоникидзевского] района г. Мариуполя (участок частного сектора у морского побережья между пос. Найдёновка и с. Виноградное) |
| посёлок Приморский                      | упразднённое 17.07.2020 село Приморское в юго-восточной части Левобережного района г. Мариуполя (до 2020 — в Виноградненском сельсовете Левобережного [до 2016 — Орджоникидзевского] г. Мариуполя [в 2014—2015 — в Волновахском районе, до 2014 — в Новоазовском районе Донецкой области])                                                                                        |
| хутор Александров                       | село Сопино в Сартанской поселковой общине Мариупольского района Донецкой области (до 2020 — в Лебединском сельсовете Волновахского района [до 2014 — в Новоазовском районе]) |
| хутор Виноградный                       | упразднённое 17.07.2020 село Виноградное в юго-восточной части Левобережного района г. Мариуполя (западная часть территории села); до 1917 — колония немцев-евангелистов Вайнберг (до 2020 — центр Виноградненского сельсовета Левобережного [до 2016 — Орджоникидзевского] г. Мариуполя [в 2014—2015 — в Волновахском районе, до 2014 — в Новоазовском районе Донецкой области]) |
| хутор Гнилозубовка                      | посёлок Новотроицкое в северной части Левобережного [до 2016 — Орджоникидзевского] района г. Мариуполя (к востоку от пос. Троицкое); в настоящее время с юго-востока к посёлку примыкает Новотроицкое кладбище — главное кладбище Левобережного района |
| хутор Калиновка                         | посёлок Калиновка (средняя часть нынешней территории посёлка) в Сартанской поселковой общине Мариупольского района Донецкой области (до 2020 — в Лебединском сельсовете Волновахского района [до 2014 — в Новоазовском районе]) |
| хутор Коммунист                         | крайняя южная часть нынешнего пос. Калиновка (между с. Троицкое и хут. Калиновка); с 1930-х назывался Коммунар |
| хутор Косоротовка                       | ныне не существующий населённый пункт в юго-западной части Левобережного [до 2016 — Орджоникидзевского] района г. Мариуполя (на берегу Азовского моря между пос. Бузиновка и хут. Найдёнов); ликвидирован в 1931 году во время строительства завода «Азовсталь» (сейчас на его месте — шлаковая гора «Азовстали»)                                                                 |
| хутор Найдёнов                          | посёлок Найдёновка в южной части Левобережного района г. Мариуполя (участок частного сектора у морского побережья между заводом «Азовсталь» и пос. Ляпино) |
| хутор Протопопов                        | упразднённое 17.07.2020 село Пионерское в юго-восточной части Левобережного района г. Мариуполя; до 1917 — колония немцев-евангелистов (до 2020 — в Виноградненском сельсовете Левобережного [до 2016 — Орджоникидзевского] г. Мариуполя [в 2014—2015 — в Волновахском районе, до 2014 — в Новоазовском районе Донецкой области])                                                 |
| хутор Радке                             | восточная часть с. Виноградное (упразднённого 17.07.2020); до 1917 — колония немцев-евангелистов Остгайм; после войны (в 1945), в рамках замены немецких имён населённых пунктов, переименован в хутор Подгорный |
| хутор Троицкий                          | средняя часть нынешнего пос. Калиновка (между хут. Калиновка и хут. Нижняя Федосеевка) |
| хутор Терновый                          | не существующий ныне населённый пункт между пос. Приморское и пос. Ляпино (на берегу Азовского моря напротив острова Ляпина [«Зелёного острова»]) |

2 сентября 1930 года, постановлением ВУЦИК и СНК УССР «О ликвидации округов и переходе на двухступенную систему управления», Новосёловский район был преобразован в Сартанский; при этом Успеновский сельсовет был передан в подчинение Мариупольскому горсовету.
17 июля 1932 года была создана Донецкая область, а в её составе — Мариупольский район, в пригородную черту которого вошёл Успеновский сельсовет.
2 июня 1945 года хутор Ратке был переименован в хутор Подгорный.
15 августа 1945 года из пригородной черты Мариупольского района был создан новый Приморский район. При этом Успеновский сельсовет был расформирован, и западная его часть была включена в состав Орджоникидзевского района города Мариуполя, а в восточной части был сформирован Виноградский сельский совет (часть территорий отошла к Приморскому поссовету и Широкинскому сельсовету).
13 августа 1954 года посёлок Калиновка Приморского поссовета был передан в состав Виноградовского сельсовета.
После ликвидации и расформирования Приморского района 22 января 1959 года Виноградовский сельсовет был передан в состав Новоазовского района.
27 марта 1959 года Виноградовский сельсовет был передан в подчинение Ждановскому горсовету.
30 декабря 1962 года Виноградовский сельсовет вошёл в состав Новоазовского района.
6 мая 1963 года Новоазовский район был ликвидирован, и Виноградновский сельсовет был включён в состав Володарского района.
4 января 1965 года Новоазовский район был восстановлен, а Виноградновский сельсовет вернулся в его состав.
24 декабря 1966 года были укрупнены 2 населённых пункта сельсовета:
- село Марьевка Талаковского поссовета и посёлок Калиновка Виноградновского сельсовета объединены в один населённый пункт — посёлок Калиновка Виноградновского сельсовета;
- село Алексеевка Широкинского сельсовета и село Пионерское Виноградновского сельсовета объединены в один населённый пункт — село Пионерское Виноградновского сельсовета.

6 ноября 1979 года посёлок Калиновка был передан в состав новообразованного Лебединского сельсовета.
В связи с нахождением большей части Новоазовского района на территории Донецкой Народной Республики, неподконтрольной правительству Украины, 11 декабря 2014 года Виноградненский сельсовет был временно включён в состав Волновахского района.
20 мая 2015 года Виноградненский сельсовет вошёл в состав города Мариуполя с подчинением Орджоникидзевскому району города.
5 июня 2015 года, решением Мариупольского горсовета, сёла Виноградное, Пионерское и Приморское были исключены из учётных данных.
В ходе административно-территориальной реформы 2015—2020 годов и реформы децентрализации на Украине 17 июля 2020 года, постановлением Верховной Рады «О создании и ликвидации районов», был образован Мариупольский район, разделённый на 5 территориальных общин. Виноградненский сельсовет и его населённые пункты прекратили своё существование и вошли напрямую в состав Левобережного района города Мариуполя Мариупольской городской общины.
С марта 2022 года территория бывшего сельсовета перешла под контроль вооружённых сил (народной милиции) ДНР и войск Российской Федерации. Власти ДНР не признают ни изменений в территориальном делении, ни переименований населённых пунктов и административных районов на территории Донецкой области после 11 мая 2014 года. Таким образом, Виноградненский сельский совет и входившие в его состав населённые пункты были восстановлены в составе Новоазовского района ДНР.
30 сентября 2022 года территория сельсовета (вместе с остальной подконтрольной России частью ДНР) была аннексирована Российской Федерацией.